# Traité Bryan-Chamorro

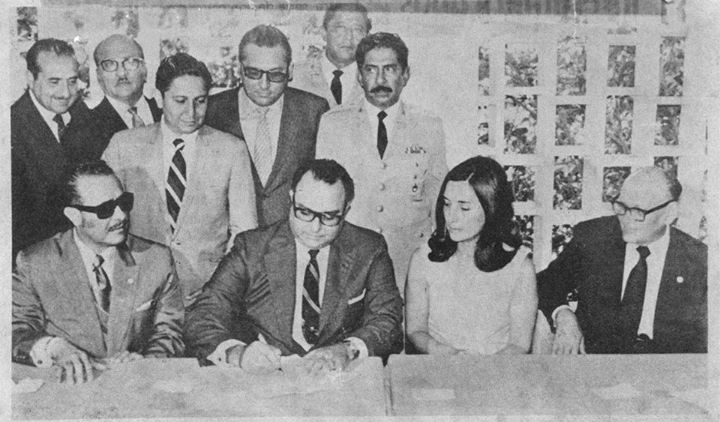
Signature de l'abrogation du traité, le 14 juillet 1970, avec l'ambassadeur américain Turner B. Shelton, le chancelier Lorenzo Guerrero Gutiérrez, et le président du Nicaragua Anastasio Somoza Debayle.

Le traité Bryan-Chamorro est un traité signé entre les États-Unis et le Nicaragua le 5 août 1914 par le secrétaire d'État William Jennings Bryan et le général Emiliano Chamorro Vargas. Il fut ratifié en 1916, et abrogé en 1970.

## Historique
Les États-Unis ont invoqué la menace que les troubles politiques en Amérique centrale pouvaient constituer pour le Canal de Panama, mais aussi pour leur droit de construire un autre canal. Ainsi, ils justifièrent leur intervention et la présence prolongée de leurs forces armées au Nicaragua, considérant qu'ils contribuaient ainsi à la stabilité politique du pays. 
Les forces armées des États-Unis ont été retirées du Nicaragua en 1933 et le traité officiellement annulé le 14 juillet 1970.

## Clauses du traité
Les États-Unis obtiennent le droit de protéger le futur canal de Panama et de préserver leurs droits de propriété concernant tout futur canal inter-océanique passant par le Nicaragua. Ils obtiennent également le droit d’exploiter une base navale dans le golfe de Fonseca et sur les Îles du Maïs, louées à l'origine pour 99 ans. Les États-Unis verseraient une redevance de 3 millions de dollars pour une concession inaliénable sur la construction d'un éventuelle canal Atlantique/Pacifique. Par ailleurs, le traité accordait aussi aux États-Unis le droit de prendre toute mesure nécessaire afin de réaliser les objectifs du traité.
Il faisait donc du Nicaragua un quasi-protectorat des États-Unis.

## Extrait du Traité
« Le gouvernement du Nicaragua et le gouvernement des États-Unis, animés du désir de renforcer leur ancienne et cordiale amitié au moyen de la coopération la plus sincère pour tous les objectifs de leurs intérêts et avantages mutuels ; et de prévoir la possible et futur construction d'un canal interocéanique... se sont accordés sur les articles suivants. [...] »

## Sources
- (fr) L'emploi préventif de la force militaire américaine : Une perspective historique, Richard Grimmett